# Giuseppe de Martino
Giuseppe de Martino, né en 1967, est un entrepreneur français, un lobbyiste, cofondateur du média en ligne Loopsider et ancien directeur général de Dailymotion.

## Biographie
Giuseppe de Martino naît en 1967. Il travaille à Arte de 1994 à 1999, puis est notamment « General Counsel » d'AOL pour la France de 1999 à 2007 avant de rejoindre Dailymotion qu'il a successivement vendu à Orange puis à Vivendi. Il est président de l'Association des fournisseurs d'accès et de services internet (AFA) de 2005 à 2007.
Il est président de l'Association des services Internet communautaires (ASIC), lobby qu'il cofonde avec Benoît Tabaka. En 2018, l'association s'oppose à la directive droit d'auteur européenne considérant la directive "inapplicable".
En janvier 2018, il cofonde avec Bernard Mourad et Johan Hufnagel, ancien directeur de publication de Libération, un média pure-player d'Internet nommé « Loopsider » axé sur la vidéo et les réseaux sociaux,.